# Santo Antônio dos Lopes
Santo Antônio dos Lopes est une municipalité brésilienne située dans l'État du Maranhão.